# حسن کامشاد
حسن کامشاد با نام تولد سید حسن میرمحمد صادقی (۴ تیر ۱۳۰۴ – ۱ خرداد ۱۴۰۴) مترجم و پژوهشگر ادبیات فارسی بود. او استاد زبان فارسی در دانشگاه کمبریج و استاد مدعو در دانشگاه کالیفرنیا و از مسئولان شرکت ملی نفت ایران بود. مهم‌ترین ترجمهٔ کامشاد، تاریخ چیست؟ اثر ادوارد هالت کار و مهم‌ترین اثر تألیفی او پایه‌گذاران نثر جدید فارسی است.

## تحصیلات
سید حسن میرمحمد صادقی در ۴ تیر ۱۳۰۴ در محلهٔ گود لرها در اصفهان زاده شد. پدرش میرزا سیدعلی آقا تاجر پوست و روده بود. سید حسن تحصیلات دبستانی را در مدرسه علیه و ایتام به پایان رساند. او دو سه ماه آغازین دورهٔ متوسطه را در هنرستان صنعتی گذراند و سپس به دبیرستان ادب رفت که به کالج انگلیسی‌ها معروف بود.
حسن میرمحمد صادقی دورهٔ پنج‌سالهٔ متوسطه را در سال ۱۳۲۳ در دبیرستان ادب به پایان رساند. سپس برای گذراندن سال پایانی به دبیرستان البرز رفت. اما پس از گذراندن حدود دو ماه در شبانه‌روزی این دبیرستان به اصفهان بازگشت و دیپلم خود را در رشتهٔ ادبی از دبیرستان صارمیه گرفت. در آن ایام با مصطفی رحیمی، ارحام صدر و شاهرخ مسکوب در ادب هم‌کلاسی بود که دوستی‌اش با مسکوب تا پایان عمر او ادامه یافت.
نخستین تجربهٔ کامشاد در ترجمه، در دورهٔ تحصیل در دبیرستان صارمیه بود که مقالاتی را که نخست‌وزیران تبعیدی در دورهٔ جنگ در لندن دربارهٔ آیندهٔ کشورشان نوشته بودند، به فارسی برگرداند و دایی‌اش سید حسین نورصادقی آنها را در نشریهٔ خود نقش جهان به چاپ رساند.
حسن میرمحمدصادقی در سال ۱۳۲۴ همراه با شاهرخ مسکوب وارد دانشکدهٔ حقوق دانشگاه تهران شد. او در همان سال نخست نام‌خانوادگی خود را با درخواستی به ادارهٔ ثبت‌احوال اصفهان به کامشاد تغییر داد.

## کار در شرکت نفت
کامشاد پس از پایان تحصیل در دانشگاه تهران، در سال ۱۳۲۷ به استخدام شرکت نفت درآمد و به آبادان رفت. یک سال و اندی در آبادان و سپس مدتی در اهواز مسئول امور کارگری و رابط میان ادارهٔ کار و شرکت نفت بود. سپس به مسجدسلیمان منتقل و آموزگار زبان انگلیسی برای کارآموزان تازه‌استخدام ایرانی و زبان فارسی برای پرستاران تازه‌استخدام بریتانیایی شد.
کامشاد در مسجدسلیمان نخستین ترجمهٔ خود به نام همشهری توم پین نوشتهٔ هاوارد فاست را انجام داد. سپس در امتحان بورس تحصیلی فولبرایت پذیرفته شد تا به مدت دو سال برای ادامه‌تحصیل به آمریکا برود. اما نامه‌ای از شاهرخ مسکوب، تصمیمش را عوض کرد. مسکوب که در حزب توده فعال بود، با یادآوری چند تن از دوستان نزدیکشان که دستگیر شده و زیرِ شکنجه بودند، نوشته بود:

در این گیرودار آقا می‌خواهند بروند آمریکا چه غلطی بکنند؟ می‌خواهی انگلیسی یاد بگیری یا عیش‌ونوش کنی؟

## فعالیت در حزب توده
کامشاد که از دوران دانشجویی هوادار حزب توده بود و به کلوپ این حزب در تهران رفت و آمد داشت، به جای رفتن به آمریکا به حزب توده پیوست که غیرقانونی شده بود. در آغاز در مسجدسلیمان فعال بود و سپس به اهواز منتقل و مسئول فعالیت‌های کارگری حزب شد. حزب توده او را همراه با پنج تن از کارگران شرکت نفت برای شرکت در کنگرهٔ صلح جهانی به وین فرستاد که از ۲۱ تا ۲۸ آذر ۱۳۳۱ برگزار شد و شخصیت‌هایی همچون ژان-پل سارتر، لویی آراگون، پابلو نرودا، دیه‌گو ریورا، ناظم حکمت، دمیتری شوستاکوویچ، آرنولد تسوایگ و ایلیا ارنبورگ در آن شرکت جستند. او پیش از بازگشت به تهران، سفری هم به پاریس و رم کرد.
در هنگام کودتای ۲۸ مرداد کامشاد برای مرخصی در اصفهان بود. در غیاب او به خانه وی در اهواز ریخته، کتاب‌ها و وسائلش را آتش زدند. کامشاد به تهران رفت و خود را به شرکت نفت در پایتخت منتقل کرد و در ادارهٔ کارگزینی شرکت مشغول شد. او در این اداره با ابراهیم گلستان همکار بود و با معرفی گلستان، پروفسور روبن لوی استاد زبان فارسی دانشگاه کمبریج که برای شرکت در کنگرهٔ هزارهٔ فردوسی به ایران رفته بود، کامشاد را برای آموزش زبان فارسی به دانشجویان کمبریج استخدام کرد.

## تحصیل و تدریس در کمبریج
کامشاد در سال ۱۳۳۳ هنگامی که احتمال دستگیر شدن کامشاد وجود داشت، ابراهیم گلستان زمینه تدریس کامشاد در دانشگاه کمبریج را فراهم کرد. بنابراین او به انگلستان رفت و در کنار تدریس متون کهن فارسی به دانشجویان، نمونه‌هایی از نثر معاصر فارسی را در جزوه‌ای به نام Modern Persian prose reader (پایه‌گذاران نثر جدید فارسی) گردآورد که بعدها انتشارات دانشگاه کمبریج آن را به چاپ رساند و کتاب درسی دانشجویان زبان فارسی در دانشگاه‌های بریتانیا و آمریکا شد.
او در کنار تدریس به ادامه‌تحصیل پرداخت. پایان‌نامهٔ دکتری او به نام Creative writing in modern Persian prose دربارهٔ نثر معاصر فارسی بعدها در انگلستان به چاپ رسید و سال‌ها بعد خودش ترجمهٔ آن را در ایران به عنوان پایه‌گذاران نثر جدید فارسی در نشر نی به چاپ رساند. یکی از دانشجویان او در کمبریج حامد الگار بود.

## بازگشت به شرکت نفت
کامشاد پس از گرفتن دانش‌نامهٔ دکتری در رشتهٔ زبان و ادبیات فارسی در سال ۱۳۳۸ به ایران بازگشت. بر اساس سفارشی که روبن لیوی استاد زبان فارسی دانشگاه کمبریج به حسین علاء وزیر دربار کرده بود، سرپرست هیئتی از مدیران کل دولتی شد که برای شرکت در نشست جمعیت تسلیحات اخلاقی به سوئیس رفتند. او پس از بازگشت، بجای ابراهیم گلستان سرپرست نگارش ادارهٔ روابط عمومی کنسرسیوم شد.
کامشاد در بهار ۱۳۴۱ با استفاده از بورسیهٔ بنیاد راکفلر بار دیگر به مدت شش ماه به کمبریج رفت تا جزوه‌ای را که در دوران تدریس در این دانشگاه با عنوان Modern Persian prose reader گردآوری کرده بود در قالب کتابی ویرایش کند. این کتاب را انتشارات دانشگاه کمبریج در سال ۱۹۶۶ (۱۳۴۵) با نام Modern Persian prose literature به چاپ رساند.

## تدریس در دانشگاه کالیفرنیا
کامشاد در سال ۱۳۴۲ برای تدریس زبان فارسی به عنوان استاد مهمان به دانشگاه کالیفرنیا، لس آنجلس دعوت شد و به مدت یک سال در این دانشگاه تدریس کرد.

## نمایندهٔ شرکت نفت در لندن
کامشاد از روابط عمومی کنسرسیوم به ادارهٔ امور بین‌المللی شرکت ملی نفت ایران منتقل و نمایندهٔ ایران در کمیسیون اقتصادی اوپک شد. او همزمان، تابستان‌ها به دعوت سید حسین نصر در دانشکدهٔ ادبیات و علوم انسانی دانشگاه تهران برای خارجی‌ها، زبان و ادبیات فارسی تدریس می‌کرد. کتاب تاریخ چیست؟ اثر ادوارد هالت کار را در همین دوره ترجمه کرد که مهم‌ترین و اثرگذارترین ترجمه در کارنامهٔ حسن کامشاد شد.
سِمَت بعدی کامشاد در شرکت نفت، عضویت هیئت‌مدیرهٔ شرکت ملی نفتکش ایران و در واقع پس از مدیرعامل، مهم‌ترین مسئول این شرکت بود. سپس در سال ۱۳۵۵ به عنوان نمایندهٔ شرکت نفت در لندن مقیم شد و تا پنج سال پس از انقلاب ۱۳۵۷ در این سِمَت بود تا اینکه او را به صورت ناگهانی بازنشسته کردند.

## ترجمه
حسن کامشاد گفته بود: «مترجم اگر نویسنده نباشد نمی‌تواند مترجم باشد. ممکن است خودش این را نداند، ممکن است چیزی هم به آن معنا ننوشته باشد، اما حتما استعداد نویسندگی در کنه ضمیرش نهفته است.» ویژگی ترجمه او این بود که همواره تلاش می‌کرد زبان ترجمه هر کتاب را متناسب با محتوای آن تنظیم کند. او باور داشت که مترجم در عین وفاداری به متن، مترجم باید زبان اثر را ساده‌سازی کند. او محمد قاضی را بهترین مترجم در زمینه ادبیات و عزت‌الله فولادوند را بهترین مترجم در زمینه فلسفه می‌دانست.
نخستین کتابی که حسن کامشاد به طور جدی به ترجمه آن پرداخت تاریخ چیست؟ نوشته ادوارد هالت کار بود که آنرا انتشارات خوارزمی در دهه ۱۳۵۰ منتشر کرد. او در بریتانیا به فلسفه تاریخ علاقه‌مند شد و در دهه‌های بعد چند کتاب دیگر از جمله مورخ و تاریخ، استفاده و سوءاستفاده از تاریخ و تاریخ بی‌خردی را ترجمه کرد.
حسن کامشاد پس از بازنشستگی، به توصیه صادق چوبک (که از همکاران او در شرکت نفت بود) کار ترجمه را از سر گرفت.
توانایی ترجمه حسن کامشاد در ترجمه کتاب ایران، برآمدن رضاخان، برافتادن قاجار و نقش انگلیسی‌ها نوشته سیروس غنی باعث شد عباس امانت ترجمه کتاب خود با نام قبله عالم را به او سپرد.
کامشاد پس از ترجمه کتاب‌های مرتبط با فلسفه تاریخ را به ترجمه متون مرتبط با تاریخ فلسفه و سپس خود فلسفه پرداخت. نخستین ترجمه او در این زمینه، کتاب دنیای سوفی بود که به سرعت به کتابی پرفروش تبدیل شد. سپس کتاب ویتگنشتاین، پوپر و ماجرای سیخ بخاری و سرگذشت فلسفه را ترجمه کرد.

## تأثیر شاهرخ مسکوب
کامشاد در سال ۱۳۲۳ بر اثر آشنایی با شاهرخ مسکوب مجذوب ادبیات کهن فارسی و آثاری چون تاریخ بیهقی شد. خودش این ماجرا را به این شرح نقل می‌کند:

من و مسکوب در کلاس ششم متوسطه با هم هم‌کلاس شدیم و هم‌زمان مصطفی رحیمی نیز هم‌کلاس ما بود و ما هرسه از شاگردان برجستهٔ آن دبیرستان به‌شمار می‌آمدیم. هرسهٔ ما نیز از شاگردان برجستهٔ کلاس انشا بودیم که پس از قرائت انشا دبیران و شاگردان همیشه ابراز احساسات می‌کردند. اما آنچه باید بگویم این است که انشاهای آن دو تن اصیل و بافکر بود اما نوشته‌های من همه اقتباس و سرقت از ترجمه‌های لامارتین و شاتوبریان بود. اوایل سال تحصیلی، هنگام زنگ تفریح، یک نفر به پشت من زد، برگشتم، مسکوب بود. بدون مقدمه‌چینی گفت: این مهملات رمانتیک چیه که به خورد معلم جاهل و شاگردان می‌دهی؟ چرا به‌جای این کتاب‌ها، کتاب حسابی نمی‌خوانی؟ من که نمی‌خواستم کم بیاورم گفتم مثلاً چی؟ گفت: بهت می‌گویم. فعلاً بگو چقدر پول نقد داری؟ با تعجب گفتم: ۱۵ ریال! گفت: فردا همهٔ پولت را بیاور تا بعد! فردای آن روز با ۱۵ ریال به مدرسه رفتم. مسکوب نیز ۱۵ ریال را گرفت و یک کتابِ «تاریخ بیهقی» به من داد و گفت: ۵ ریال هم بابت خرید این کتاب به این پسر بدهکار شدی که بعداً باید بدهی و عصر همان روز با هم به خانهٔ مسکوب رفتیم و شروع به خواندن تاریخ بیهقی کردیم. پس از آن روز با پول توجیبی‌ام توانستم «سیاست‌نامه»، «شاهنامه»، «خمسه نظامی» و… را خریداری کنم.

این دوستیِ ۶۱ ساله با درگذشتِ شاهرخ مسکوب به پایان رسید. کامشاد کتاب پایه‌گذاران نثر جدید فارسی را به شاهرخ مسکوب تقدیم کرد.

## خودزندگی‌نامه
کامشاد خودزندگی‌نامه خود را با عنوان حدیث نفس در دو جلد منتشر کرد. اهمیت کتاب به دلیل مجموعه‌ای از خاطراتی است که او از برترین چهرهای ادبیات و فرهنگ و سیاست نقل کرده است.

## زندگی شخصی
حسن کامشاد در خرداد ۱۳۴۰ با ناهید امامی ازدواج کرد. ناهید دختر حیدرعلی امامی تاجر چای و از بازرگانان سرشناس اصفهان بود و چند دوره نیز نمایندهٔ اصفهان در مجلس شورای ملی شد. ناهید از دوازده‌سالگی برای تحصیل به مدارس شبانه‌روزی در انگلستان فرستاده شده بود. حاصل این ازدواج دو پسر به نام‌های امید (زادهٔ ۱۳۴۱ در کمبریج) و مرید (زادهٔ ۱۳۴۲ در لس‌آنجلس) است.

## کتاب‌های حسن کامشاد

### تألیف
- پایه‌گذاران نثر جدید فارسی (تألیف به دو زبان انگلیسی و فارسی)، چاپ متن اصلی: لندن، انتشارات دانشگاه کمبریج، ۱۹۶۶؛ چاپ متن فارسی، تهران: نشر نی‏، ۱۳۸۴.
- مترجمان، خائنان: مته به خشخاش چند کتاب، نشر نی‏‫، ۱۳۸۶.
- حدیث نفس (زندگینامه)،[۶] (ج. ۱، ۱۳۸۸؛ ج. ۲، ۱۳۹۲)؛ ۲ جلد در یک مجلد، نشر نی، ‬‬۱۳۹۵.

### ترجمه
- تاریخ چیست؟، ادوارد هالت کار، انتشارات خوارزمی‏‫، ×۱۳۵.
- ‫۸۰۰۰۰۰۰۰۰ م‍ردم چ‍ی‍ن‌‬، راس ت‍ری‍ل، انتشارات خوارزمی‏‫، ۱۳۵۲.
- ت‍ام پ‍ی‍ن، هاوارد فاست، انتشارات خوارزمی‏‫، ۱۳۵۳.
- ام‍پ‍راتور، ریشارد کاپوشینسکی، س‍ازم‍ان ان‍ت‍ش‍ارات و آم‍وزش ان‍ق‍لاب اس‍لام‍ی، ۱۳۶۶؛ انتشارات ماهی‏‫، ۱۳۹۳.
- آخرین امپراتور، ادوارد ب‍ر، س‍ازم‍ان ان‍ت‍ش‍ارات و آم‍وزش ان‍ق‍لاب اس‍لام‍ی، ۱۳۶۸؛ انتشارات فرهنگ جاوید، ۱۳۹۳.
- اس‍ت‍ف‍اده و س‍وءاس‍ت‍ف‍اده از ت‍اری‍خ، پیتر خیل، انتشارات علمی و فرهنگی‏‫، ۱۳۷۲؛ انتشارات فرهنگ جاوید، ۱۳۹۳.
- دانیل دفو‫، ج‍ی‍م‍ز س‍اذرل‍ن‍د، ن‍ش‍ر ن‍ش‍ان‍ه: دف‍ت‍ر وی‍راس‍ت‍ه، ۱۳۷۲.
- توماس پین، م‍ای‍ک‍ل ت‍رو، ک‍ه‍ک‍ش‍ان، ۱۳۷۳.
- یاکوب بورکهارت، ج‍ان ل‍وک‍اچ، ک‍ه‍ک‍ش‍ان، دف‍ت‍ر وی‍راس‍ت‍ه، ۱۳۷۳؛ نشر م‍اه‍ی، ۱۳۸۴.
- توکویل، ل‍ری س‍ی‍دن‍ت‍اپ، طرح نو‫، ۱۳۷۴؛ اندیشه توکویل، انتشارات فرهنگ جاوید، ۱۳۹۵.
- عیسی، ه‍ام‍ف‍ری ک‍ارپ‍ن‍ت‍ر، طرح نو‫، ۱۳۷۵؛ اندیشه عیسی، انتشارات فرهنگ جاوید، ۱۳۹۶.
- تاریخ بی‌خردی: از ت‍روی‍ا ت‍ا وی‍ت‍ن‍ام‌، باربارا تاکمن، ن‍ش‍ر و پ‍ژوه‍ش ف‍رزان روز‏‫، ۱۳۷۵؛ نشر کارنامه‏، ۱۳۸۸.
- مورخ و تاریخ، آرنولد توین‌بی، انتشارات خوارزمی‬‏، ‏‫‏۱۳۷۵.
- دنیای سوفی: داس‍ت‍ان‍ی درب‍اره ت‍اری‍خ ف‍ل‍س‍ف‍ه‌، یوستین گردر، انتشارات نیلوفر، ۱۳۷۵.
- ش‍ب‍ح خ‍ان‍م وی‍ل‌، دانیل دفو، ت‍ج‍رب‍ه، ۱۳۷۶.
- دری‍ای ای‍م‍ان، دان کیوپت، طرح نو، ۱۳۷۶؛[۷] انتشارات فرهنگ جاوید، ۱۳۹۶.
- م‍ردی ک‍ه ه‍ف‍ت‍اد س‍ال دن‍ی‍ا را ف‍ری‍ب داد: پ‍رون‍ده زن‍دگ‍ان‍ی پ‍ن‍ه‍ان‍ی آرم‍ان‍د ه‍ام‍ر، ادوارد ج‍ی اپ‍س‍ت‍ای‍ن، انتشارات نیلوفر، ۱۳۷۷.
- روح داروث‍ی دی‍ن‍گ‍ل‍ی‌، دانیل دفو‫، ت‍ج‍رب‍ه‏‫، ۱۳۷۷.
- ای‍ران: ب‍رآم‍دن رض‍اخ‍ان، ب‍راف‍ت‍ادن ق‍اج‍ار و پ‍ادش‍اه‍ی پ‍ه‍ل‍وی، سیروس غنی، انتشارات نیلوفر، ۱۳۷۷.
- خ‍اورم‍ی‍ان‍ه: دو ه‍زار س‍ال ت‍اری‍خ از ظه‍ور م‍س‍ی‍ح‍ی‍ت ت‍ا ام‍روز، برنارد لوئیس، نشر ن‍ی‏، ۱۳۸۱.
- ق‍ب‍ل‍ه ع‍ال‍م: ن‍اص‍رال‍دی‍ن‌ش‍اه ق‍اج‍ار و پ‍ادش‍اه‍ی ای‍ران‌، عباس امانت، نشر ک‍ارن‍ام‍ه‏، ۱۳۸۲.
- اس‍ت‍ال‍ی‍ن م‍خ‍وف، خ‍ن‍ده و ب‍ی‍س‍ت م‍ی‍ل‍ی‍ون‌، مارتین ایمیس، نشر ن‍ی‏، ۱۳۸۲.
- در خدمت تخت طاووس: ی‍ادداش‍ت‌ه‍ای روزان‍ه آخ‍ری‍ن س‍ف‍ی‍ر ش‍اه در ل‍ن‍دن‌، پرویز راجی، طرح نو، ۱۳۸۲.
- وی‍ت‍گ‍ن‍ش‍ت‍ای‍ن، پ‍وپ‍ر و م‍اج‍رای س‍ی‍خ ب‍خ‍اری: ده دق‍ی‍ق‍ه ج‍دل م‍ی‍ان دو ف‍ی‍ل‍س‍وف ب‍زرگ‌، دی‍وی‍د ادم‍ون‍دز، ج‍ان آی‍دی‍ن‍و، ن‍ش‍ر ن‍ی‏، ۱۳۸۳.
- سرگذشت ف‍ل‍س‍ف‍ه، برایان مگی، ن‍ش‍ر ن‍ی‏‫، ۱۳۸۶.
- هنر داستان‌نویسی: گزیده‌ای از گفت‌وگو با نویسندگان در پاریس ریویو، گزیده و ترجمه، نشر نی‏‫، ۱۳۸۹.
- یکی دربارهٔ دیگری: برخوردهای تاریخی، کریگ براون، انتشارات نیلوفر، ‏‫۱۳۹۲.
- عادات و آداب روزانه بزرگان: چنین کنند بزرگان، چو کرد باید کار، میسن کاری، انتشارات فرهنگ جاوید‏‫‬‬، ۱۳۹۴.
- درک یک پایان، جولیان بارنز، فرهنگ نشر نو، ۱۳۹۵.
- اتفاق می‌افتد، دیوید هئر؛ روزبهان‏‫، ۱۳۹۶.
- همصحبتی با خیال، گفت‌وگو با واقعیت، مایلز کینگتن، گزیده و ترجمه، انتشارات فرهنگ جاوید‏‫‬‬، ۱۳۹۸.[۸]

### گفتگو
- گفت‌وگو با شاعران معاصر ایران

### فیلم‌ها
مستند حدیث نفس به کارگردانی محمد ناصری‌راد به صورت مستقیم به زندگی حسن کامشاد می‌پردازد که با درگذشت حسن کامشاد به پایان نرسید.